# 彭程 (成化辛丑進士)
彭程（1449年—？），字萬里，福建建寧府甌寧縣人。明朝政治人物。

## 生平
成化十年（1474年）甲午科福建鄉試第七十六名。成化十七年（1481年），登第二甲第四十一名進士。官山西隰州知州，弘治十三年（1500年）十二月升山西按察司佥事，兵备宣府。丁憂服闋，十七年六月復除貴州佥事，正德三年（1508年）正月考察冠带闲住。

## 家族
曾祖彭宗嶽；祖父彭彥真；父彭友，教授。前母陳氏；母鄒氏。慈侍下。兄俊、傑、弟穆、稷。